# Hydroeciodes marcona
Hydroeciodes marcona är en fjärilsart som beskrevs av William Schaus 1921. Hydroeciodes marcona ingår i släktet Hydroeciodes och familjen nattflyn. Inga underarter finns listade i Catalogue of Life.